# Loma Flor
Loma Flor är en ort i Mexiko.   Den ligger i kommunen Coicoyán de las Flores och delstaten Oaxaca, i den sydöstra delen av landet, 260 km söder om huvudstaden Mexico City. Loma Flor ligger 1 923 meter över havet och antalet invånare är 136.
Terrängen runt Loma Flor är bergig norrut, men söderut är den kuperad. Terrängen runt Loma Flor sluttar söderut. Runt Loma Flor är det ganska glesbefolkat, med 35 invånare per kvadratkilometer. Närmaste större samhälle är San Vicente Zoyatlán, 18,5 km nordväst om Loma Flor. I omgivningarna runt Loma Flor växer huvudsakligen savannskog.